# Аркуа Петрарка
Аркуа̀ Петра̀рка (на италиански и на венециански: Arquà Petrarca) е село и община в Северна Италия, провинция Падуа, регион Венето. Разположено е на 80 m надморска височина. Населението на общината е 1846 души (към 2014 г.).